# 東郷重弘
東郷 重弘（とうごう しげひろ、生没年不詳）は、永禄、元亀、天正の頃の薩摩の武士。本姓は桓武平氏渋谷氏。宗旨は日蓮宗。氏神は紫尾山権現、親大明神。通称は佐渡。家紋は桐之頭、桐の葉、鳶の葉

## 出自
明和年間に子孫の東郷実昌（東郷実友の養祖父）が、長男家に行き、先祖について調べにいった結果、重弘について以下の事しか分からなかったという。
- 重弘の家は東郷惣左衛門次男家[3]で、重弘の父は加治木に住んでいた[4]が、重弘の代で鹿児島に移る。
- 次男の重友が分家した家より、東郷平八郎が出る。
- 渋谷氏族東郷家嫡家16代目東郷重尚と同時代の人物。
- 「聖将東郷全傳」では、死亡年不詳ながら、未年6月6日に死去。法名は宗斎居士。墓所は初め日蓮宗八品派本長山正建寺、のち曹洞宗松原山南林寺（現在の鹿児島県鹿児島市南林寺町。明治初年廃仏毀釈で廃寺）に移る。

## 家族、親族
子息（2男）
1. 東郷覚左衛門重尚
2. 東郷重友